# Øster Bjerregrav Sogn
Øster Bjerregrav Sogn er et sogn i Randers Søndre Provsti (Århus Stift).
I 1800-tallet var Ålum Sogn anneks til Øster Bjerregrav Sogn. Begge sogne hørte til Sønderlyng Herred i Viborg Amt. Øster Bjerregrav-Ålum sognekommune blev ved kommunalreformen i 1970 indlemmet i Purhus Kommune, som ved strukturreformen i 2007 indgik i Randers Kommune.
I Øster Bjerregrav Sogn ligger Øster Bjerregrav Kirke.
I sognet findes følgende autoriserede stednavne:
- Bakkebo (bebyggelse)
- Bjergene (bebyggelse)
- Bjerregrav Mark (bebyggelse)
- Bjerregrav Østervang (bebyggelse)
- Bjerregravholm (bebyggelse)
- Fussing Sø (vandareal)
- Neder Bjerregrav (bebyggelse)
- Over Fussing (bebyggelse, ejerlav)
- Over Fussingholm (bebyggelse)
- Øster Bjerregrav (bebyggelse, ejerlav)
- Østervang (bebyggelse)